# エラー切手

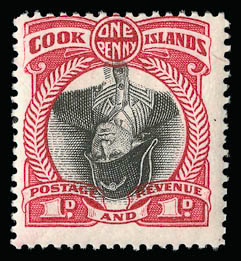
クック諸島のエラー切手

エラー切手とは、切手の図案（デザイン）作成上の考察ミス、ないし印刷する彩色の誤りや印刷版の製作ミスや目打の挿入漏れなどといった製造ミスなど意図しないミスによって生じた切手である。

## 概要
切手を製造するにあたり、図案作成者の考察ミスや、印刷工場の製造ミスなどによって、問題ある切手が生じる場合がある。企画段階や製造段階で切手に問題があることが判明した場合、廃棄処分にされるが、発見もしくは発覚することなく郵便局の窓口で販売され、切手収集家が入手した場合、珍重される事がある。
エラー切手は偶発的なものであり、希少性が珍重されるが、切手によっては製造上色が異なっていても僅かな差であればバラエティーの範囲とされたり、明らかに図案が間違っていても郵政当局が放置する場合もある。

## エラー切手の種類
下記が主なエラー切手の種類である。

### 図案ミス

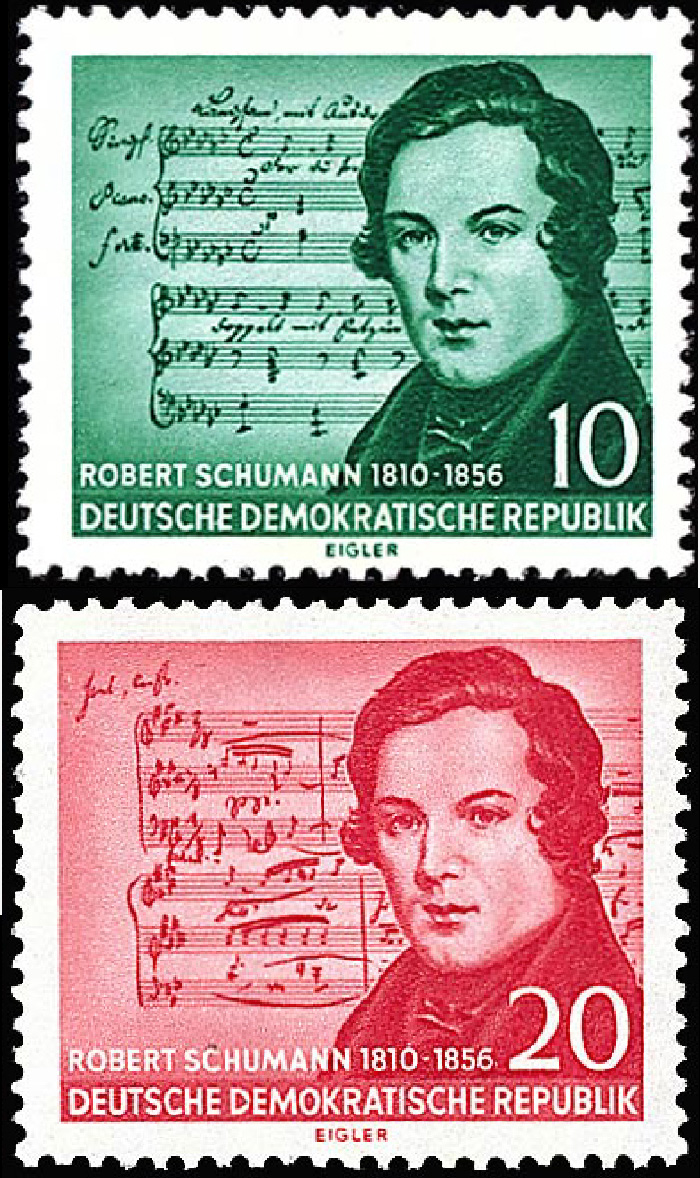
1956年に東ドイツで発行されたシューマン没後100年記念切手。当初1956年6月20日に発行された際、誤って背景にシューベルトの「さすらい人の夜の歌」の楽譜が使われたため、同年10月8日にシューマンの「月の夜」の楽譜に差し替えて再発行された。但し、訂正版の発行後もエラー切手を売り続けたため、希少価値はさほどない。

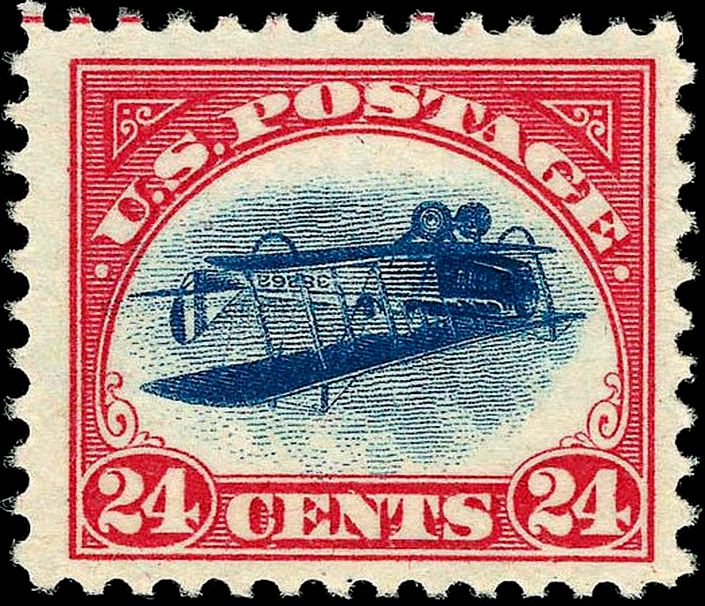
逆さのジェニー

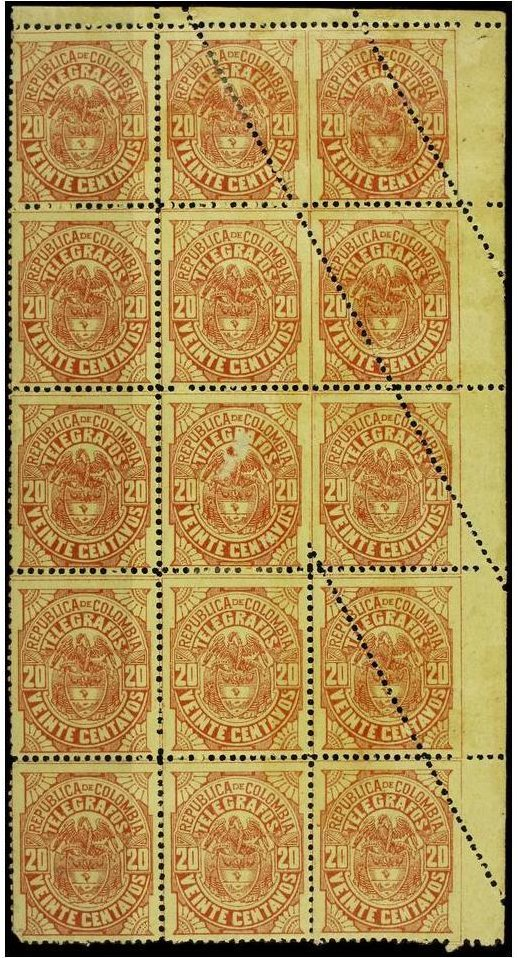
1902年頃のコロンビアの切手。目打が斜めに入っている。

デザイナーの考証ミスなどにより、図案が明らかに誤まっている場合。切手に地図を描いた場合に境界線を間違っていたり、文字の綴りを誤っていた場合などがある。後に「正しい」図案の訂正版を発行する場合もある。ただし誤りがあっても郵政当局が訂正版を発行しない場合があり、この場合「エラー切手」とはされない。
日本では前者の例として2010年6月1日に発行された「ふるさと心の風景第7集」のシート余白に描かれた北海道地図に北方領土のうち択捉島が抜けていたため「不適切」であるとして、発売停止になり改めて地図のない訂正版が再発行されたことがある。後者の場合、1962年発行の北陸トンネル記念切手では、実際に運用されていた鉄道車両やトンネル内の架線や照明など10箇所以上の考証ミスが指摘されたが、訂正版が発行されなかった。

### 彩色エラー
定められた印刷すべき色や図柄ではないものが製造されることがある。色を間違って印刷した有名なものとして、通常は緑色で印刷されているはずが黄色で印刷されたスウェーデンの「3シリング・バンコの黄色」などがある。

### 逆刷エラー
二色刷りの切手を印刷する場合、何台もの印刷機を使用する際に印刷用紙を誤ってセットしたため、中央にある図案が逆さまになる場合がある。このような例としては、日本の竜切手の「龍五百文逆刷」や、アメリカ合衆国の「逆さのジェニー（「宙返りの24セント」）」などがある。

### 印刷漏れエラー
多色刷りの一色が抜けていることなどで、デザインの一部が欠ける場合がある。

### 用紙エラー
本来は裏になるはずの糊がひいている面に印刷したり、切手用紙にスカシが挿入されていたりする場合、セットの向きを間違ったことで本来の姿ではないのが出来上がったエラー切手などもある。

### 無目打エラー
切手に施されるべき目打が全くない切手。切手収集家は無目打であるとの証明の為に二枚以上繋がった状態で収集する場合が多い。ただし、切手の中には最初から無目打で販売されたものもあるので注意が必要である。